# Sigurd Johannessen
Sigurd Erhardt Amandus „Sigge” Johannessen (Skien, 1884. január 9. – Skien, 1974. február 7.) olimpiai ezüstérmes norvég tornász.
Az 1908. évi nyári olimpiai játékokon tornában összetett csapatversenyben ezüstérmes lett.
Klubcsapata a Odd Grenland volt.